# Damodara
Damodara lub Damodar (w sanskrycie: दामोदर) to jedno z imion Kryszny – awatary boga Wisznu lub Najwyższej Osoby Boga (Bhagawan).
Imię składa się z dwóch słów z sanskrytu: दाम (dama) „sznur” i उदर (udara) „brzuch” i dosłownie znaczy: „Sznur wokół brzucha”. To imię powstało w związku z wydarzeniem z dzieciństwa Boga: Jaśoda – przybrana matka Kryszny była zmęczona ciągłymi psotami i żartami Boga, który pod postacią małego dziecka wyjadał masło i karmił nim małpy. Jaśoda myślała, że łatwo go będzie związać sznurem. Jednak wszelkie próby związania Kryszny nie udawały się- sznur ciągle wydawał się zbyt krótki, mimo tego, że Jaśoda związała razem wszystkie sznury, jakie miała. W końcu Kryszna pozwolił się związać i przywiązać do drewnianego moździerza. Bogu znudziło się wkrótce siedzenie w jednym miejscu i zaczął raczkować po ziemi w kierunku dwóch ogromnych drzew o które zaczepił moździerzem i wyrwał bez trudu z korzeniami. W drzewach tych były uwięzione dusze bogów, przeklętych przez mędrca Naradę, które dzięki Krysznie osiągnęły wyzwolenie. Ten czyn ma pokazywać wszechmoc Najwyższej Osoby Boga, który pod postacią maleńkiego dziecka dokonuje nadnaturalnych czynów.
W gaudija wisznuizmie „Damodara” jest tłumaczone jako „Związany miłością Jaśody” lub „Związany miłością Radhy”, ponieważ Kryszna, mimo że jest Najwyższą Osobą Boga, jest zawsze związany wzajemnym uczuciem z osobami, które kochają go szczerą miłością.